# ジヴァニウド・ヴィエイラ・ジ・ソウザ
フッキ（Hulk、ブラジルポルトガル語発音: [ˈhuwki]）こと、ジヴァニウド・ヴィエイラ・ジ・ソウザ（Givanildo Vieira de Souza、1986年7月25日 - ）は、ブラジル・パライバ州カンピナグランデ出身のサッカー選手。アトレチコ・ミネイロ所属。元ブラジル代表。ポジションはフォワード。
2007年、J2リーグ得点王。2010-11、プリメイラ・リーガ得点王。2014-15、ロシアサッカー・プレミアリーグ得点王。2021年、カンピオナート・ブラジレイロ・セリエA得点王・MVP。

## 経歴

### クラブ
ヴィラノヴェンセFC（ポルトガル）のジュニアユースなどを経て、16歳でECヴィトーリアとプロ契約。

#### Jリーグ
2005年2月、川崎フロンターレへレンタル移籍し18歳で来日。ブラジル時代は主に中盤のポジションでプレーし、川崎でも当初はミッドフィールダー登録でC契約選手であった。当時はジュニーニョ、マルクス、アウグストと3人の外国人選手がいたため出場機会に恵まれなかったが、彼らが欠場した試合では結果を残した。
2006年に川崎へ完全移籍した上でJ2のコンサドーレ札幌へレンタル移籍、リーグ2位の25得点を挙げる。翌2007年は同じくJ2の東京ヴェルディ1969へレンタル移籍し、リーグ42試合出場で37得点（J2歴代最多タイ＝2004年にジュニーニョが記録）と前年度を上回り、東京VのJ1昇格に貢献する。
2008年に川崎へ復帰したが、開幕戦から結果を出すことができずチームも勝てない状態が続いた。さらには当時の監督・関塚隆と起用法などをめぐり対立、リーグ戦出場わずか2試合で、3月26日に川崎を退団。同年4月1日に、前年に所属していた東京Vへ復帰。ここでもコンスタントに結果を出す一方、4月12日の第6節、FC東京との東京ダービーで累積警告で退場すると審判に対して不信感を持ち、移籍報道が出るなどして東京Vを退団しポルトガルのFCポルトへ移籍する。

#### FCポルト
ヨーロッパに拠点を移してからの序盤は初出場でゴールを決めるが、その後はベンチを温める日が続いた。しかし2008年11月9日のポルトガルカップ4回戦のスポルティングCPとの試合において、0-1でリードされている展開で50mのドリブル突破から左足の弾丸シュートを決め、チームを勝利に導いたことで評価を覆し、レギュラーに定着する。
2008-09のプリメイラ・リーグで21試合出場でリーグ6位の8得点を挙げるだけでなく、同じチームでチーム得点王の9得点のFWルイス・ゴンサレスやCLで6得点のFWリサンドロ・ロペスなどのアシストをするなど、チームプレーもこなすようになった。UEFAが選出する、UEFAチャンピオンズリーグ 2008-09の「トップ10・ライジングスターズ(注目の若手10選手)」にも選出された。
2009年12月20日、SLベンフィカ戦の試合後にフッキらFCポルトの5選手がスタジアム警備員への暴行を働くという出来事が起き、フッキに対してポルトガル国内の公式戦への無期限の出場停止が言い渡された。翌2010年2月19日、ポルトガルリーグ規律委員会は正式に4か月（期限は4月20日迄）の出場停止処分を科したと発表した。しかし、ポルト側はポルトガルリーグ司法委員会に上訴し3月25日、3試合の出場停止とする判断に変更された。これを受けてリーグのエルミニオ・ルレイロ会長が辞任し、またポルト側はリーグへの賠償金請求を検討していると報道された。
2010-11シーズンはラダメル・ファルカオと2トップを組み開幕から得点を量産し、ヨーロッパリーグプレーオフのヘンク戦でハットトリックを達成するなど、フッキも開幕からの公式戦16試合で16得点を記録し2010年9月から2011年1月まで、5ヶ月連続でプリメイラ・リーガの月間最優秀選手に選ばれた。5ヶ月連続受賞、6度の受賞はともにポルトガル新記録となった。最終的にリーグでは26試合で23得点13アシストを挙げ、得点王を獲得した。またヨーロッパリーグでも8得点4アシストの活躍をみせ、ポルトの国内外3冠に貢献した。

#### FCゼニト・サンクトペテルブルク
2012年9月3日、ロシアサッカー・プレミアリーグのFCゼニト・サンクトペテルブルクへ5年契約で移籍した。
2015年2月17日、ゼニトと2017年まで契約を結んでいたが、2年間の契約延長に合意した。ゼニトとの契約は2018-19シーズンが終了する2019年6月30日までとなる。

#### 上海上港
2016年6月29日、中国・スーパーリーグの上海上港へ移籍することで合意したと発表した。移籍金は5600万ユーロと報道された。背番号は8番に決まった。しかしデビュー戦で早々負傷し離脱したこともあり、7試合の出場で期待外れの結果に終わった(得点面では4得点と活躍していたが出場が少なかった)。
2017年、FCポルト、ゼニトで師事したアンドレ・ビラス・ボアスが監督に就任。ダリオ・コンカの退団で背番号10番へ変更するとフッキも本領を発揮する。圧倒的な個人能力を武器にリーグ戦17得点をマークし、ACLでも11試合9得点を記録しクラブのベスト4進出に貢献した。
2018年、ビラスボアスが辞任し、後任監督にはFCポルトで師事したヴィトール・ペレイラが就任。フッキはキャプテンに就任した。
2020年12月8日、契約満了により退団することが発表された。

#### アトレチコ・ミネイロ
2021年1月29日、母国のアトレチコ・ミネイロへ加入。同シーズンではチーム快進撃の原動力となり、50年ぶりのブラジルリーグ・セリエA優勝に貢献。自身も19ゴールで得点王とMVP、ベストイレブンの3冠に輝いた。
2022年は公式戦46試合出場29得点5アシストだった。
2023年はリーグ戦34試合出場15得点11アシスト。公式戦59試合出場30得点14アシストだった。

### 代表

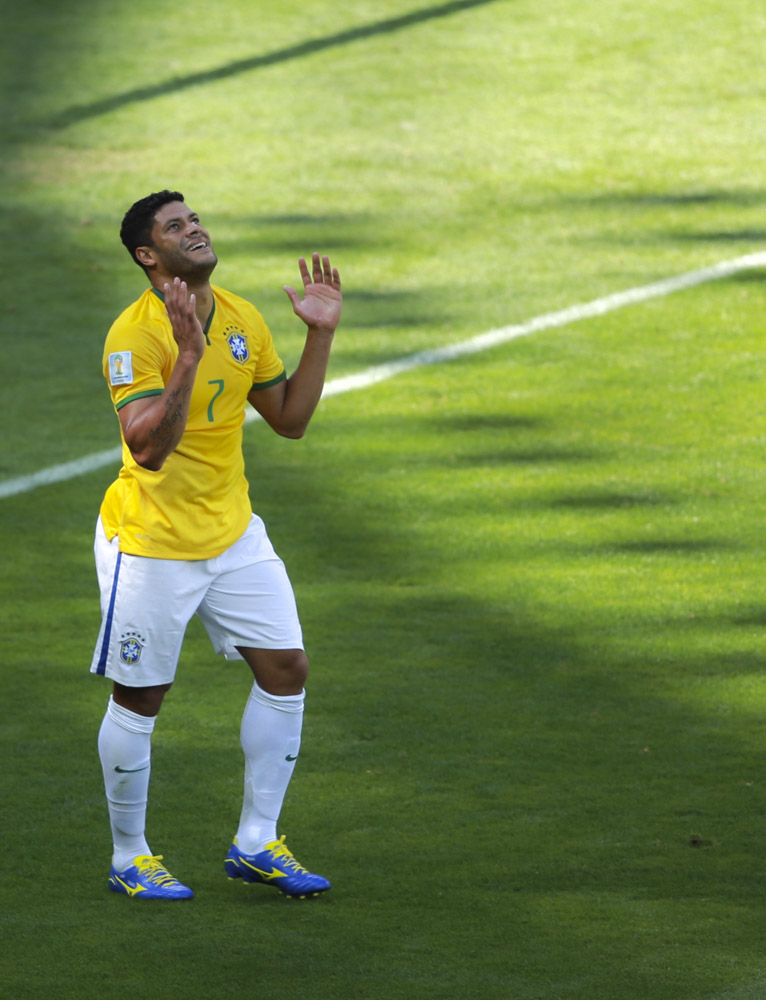
2014 FIFAワールドカップに出場したフッキ

2009年10月、ブラジル代表に初選出され、11月14日、ドーハでのイングランドとの親善試合で代表デビューを果たした。
2012年5月26日のデンマークとの親善試合で代表初得点となる先制点を挙げるともう1得点も加え、全3得点に絡む活躍をみせた。
2014年母国で開催されたワールドカップにも出場した。
2021年8月末、同シーズンの活躍を評価され、カタール・ワールドカップ南米予選の追加招集にて5年ぶりに名を連ねた。

## 人物・エピソード
登録名の「Hulk」は、フッキが少年時代に愛読していたアメリカン・コミック『超人ハルク（The Incredible Hulk）』の主人公ハルクのことで、フッキの母親によって付けられたニックネームである。ブラジルでは「Hulk」を[ˈʁuwki]「フウキ」のように発音するが、ポルトガルでは[ˈuɫk]「ウルク」に近い発音となる（なおポルトガル語では通常子音の h は発音しない）。日本時代の登録名「フッキ」は、2005年の初来日の際、川崎フロンターレのスタッフが「（ウルクでは）読みにくいから、Hも読もう」と登録名にしたのが始まり。
- ブラジル代表に初招集された際の監督であるドゥンガはフッキのことを高く評価しており、ロナウドの後継者になりうると評している[19]。
- 東京ヴェルディ時代のチームメートであった平本一樹にはチームをハチャメチャにした男と評されている[20]。
- イエローカード、レッドカード共に多く受けている[21]。
- ミズノのスパイク「モレリアneo」を使用していたが、現在はコンケーブのhalo(ハロー)を使用。
- 東北地方太平洋沖地震の3日後、3月14日UDレイリア戦の終了間際にPKを獲得し、自らキッカーとなり得点を決めた。その直後、フッキはゴールを祝福することもなく静かにテレビカメラへと歩み寄り、ユニフォームをめくり上げ「日本、私の心は泣いている。我々は皆さんとともにある。ともに戦おう」というメッセージを送った[22]。
- 2011年6月には出身地のカンピナグランデに、自身の頭文字と背番号を組み合わせた「H12」という名のサッカースクールを設立した[23]。
- ブラジル代表に選出される以前にポルトガル代表入りのオファーを受けたことがあるが、断ったことを明かしている[24]。
- 2012年11月5日、妹がブラジルで誘拐されるという事件が起きたが[25]、翌日無事に解放された[26]。
- 白血病を患っているFCゼニト・サンクトペテルブルクサポーターである少年のために、自ら街の中で踊り、募金活動を行った[27]
- ここまでのサッカーキャリアを気づくことが出来た理由について質問された際には「絶対に成功するんだ、という強い決意を持ち、粘り強い努力を続けることだろうね。才能があるだけでは、成功できない。僕の場合は、若くして渡った日本で他者を尊重することを学んだのが人生において大いに役だった。だから、日本の人々にとても感謝している」と答えた[28]。
- 2021年に35歳でブラジルに復帰した際には「すでにピークは過ぎた。かつてのようなプレーは期待できない」との見方が支配的だったが、それを覆しチームを50年振りのリーグ優勝に導き、得点王、MVPに輝いた。その後も活躍しており39歳の頃には「第二の全盛期」と評された。またフッキは2024年のインタビューで「公私ともに最高に幸せだ」と語っている[21]。

## 個人成績

### クラブ
| 国内大会個人成績 | 国内大会個人成績 | 国内大会個人成績 | 国内大会個人成績 | 国内大会個人成績             | 国内大会個人成績 | 国内大会個人成績 | 国内大会個人成績 | 国内大会個人成績 | 国内大会個人成績 | 国内大会個人成績 | 国内大会個人成績 |
| 年度             | クラブ           | 背番号           | リーグ           | リーグ戦                     | リーグ戦         | リーグ杯         | リーグ杯         | オープン杯       | オープン杯       | 期間通算         | 期間通算         |
| 年度             | クラブ           | 背番号           | リーグ           | 出場                         | 得点             | 出場             | 得点             | 出場             | 得点             | 出場             | 得点             |
| ブラジル         | ブラジル         | ブラジル         | ブラジル         | リーグ戦                     | リーグ戦         | ブラジル杯       | ブラジル杯       | オープン杯       | オープン杯       | 期間通算         | 期間通算         |
| ---------------- | ---------------- | ---------------- | ---------------- | ---------------------------- | ---------------- | ---------------- | ---------------- | ---------------- | ---------------- | ---------------- | ---------------- |
| 2004             | ヴィトーリア     |                  | セリエA          |                              |                  |                  |                  |                  |                  |                  |                  |
| 2005             | ヴィトーリア     |                  | セリエB          |                              |                  |                  |                  |                  |                  |                  |                  |
| 日本             | 日本             | 日本             | 日本             | リーグ戦                     | リーグ戦         | リーグ杯         | リーグ杯         | 天皇杯           | 天皇杯           | 期間通算         | 期間通算         |
| 2005             | 川崎             | 19               | J1               | 9                            | 1                | 1                | 0                | 2                | 2                | 12               | 3                |
| 2006             | 札幌             | 10               | J2               | 38                           | 25               | -                | -                | 3                | 1                | 41               | 26               |
| 2007             | 東京V            | 9                | J2               | 42                           | 37               | -                | -                | 0                | 0                | 42               | 37               |
| 2008             | 川崎             | 11               | J1               | 2                            | 0                | 0                | 0                | -                | -                | 2                | 0                |
| 2008             | 東京V            | 9                | J1               | 11                           | 7                | 3                | 1                | -                | -                | 14               | 8                |
| ポルトガル       | ポルトガル       | ポルトガル       | ポルトガル       | リーグ戦                     | リーグ戦         | リーグ杯         | リーグ杯         | ポルトガル杯     | ポルトガル杯     | 期間通算         | 期間通算         |
| 2008-09          | ポルト           | 12               | SP               | 25                           | 8                | 1                | 0                | 7                | 1                | 33               | 9                |
| 2009-10          | ポルト           | 12               | SP               | 19                           | 5                | 0                | 0                | 3                | 2                | 22               | 7                |
| 2010-11          | ポルト           | 12               | SP               | 26                           | 23               | 3                | 1                | 7                | 4                | 36               | 28               |
| 2011-12          | ポルト           | 12               | SP               | 26                           | 16               | 2                | 1                | 1                | 0                | 29               | 17               |
| 2012-13          | ポルト           | 12               | SP               | 3                            | 2                | -                | -                | -                | -                | 3                | 2                |
| ロシア           | ロシア           | ロシア           | ロシア           | リーグ戦                     | リーグ戦         | ロシア杯         | ロシア杯         | オープン杯       | オープン杯       | 期間通算         | 期間通算         |
| 2012-13          | ゼニト           | 29               | プレミア         | 18                           | 7                | 3                | 1                | -                | -                | 21               | 8                |
| 2013-14          | ゼニト           | 7                | プレミア         | 24                           | 16               | 0                | 0                | -                | -                | 24               | 16               |
| 2014-15          | ゼニト           | 7                | プレミア         | 28                           | 15               | 2                | 0                | -                | -                | 30               | 15               |
| 2015-16          | ゼニト           | 7                | プレミア         | 27                           | 17               | 4                | 2                | -                | -                | 31               | 19               |
| 通算             | ブラジル         | ブラジル         | セリエA          | \|\|\|\|\|\|\|\|\|\|\|\|\|\| |                  |                  |                  |                  |                  |                  |                  |
| 通算             | ブラジル         | ブラジル         | セリエB          | \|\|\|\|\|\|\|\|\|\|\|\|\|\| |                  |                  |                  |                  |                  |                  |                  |
| 通算             | 日本             | 日本             | J1               | 22                           | 8                | 4                | 1                | 2                | 2                | 28               | 11               |
| 通算             | 日本             | 日本             | J2               | 80                           | 62               | -                | -                | 3                | 1                | 83               | 63               |
| 通算             | ポルトガル       | ポルトガル       | SP               | 99                           | 54               | 6                | 2                | 18               | 7                | 123              | 63               |
| 通算             | ロシア           | ロシア           | プレミア         | 97                           | 55               | 9                | 3                | -                | -                | 106              | 58               |
| 総通算           | 総通算           | 総通算           | 総通算           | 298                          | 179              | 19               | 6                | 23               | 10               | 340              | 195              |

その他の公式戦
- 2008年 - スーペルタッサ・カンディド・デ・オリベイラ 1試合0得点
- 2009年 - スーペルタッサ・カンディド・デ・オリベイラ 1試合0得点
- 2010年 - スーペルタッサ・カンディド・デ・オリベイラ 1試合0得点
- 2011年 - スーペルタッサ・カンディド・デ・オリベイラ 1試合0得点
- 2015年 - ロシア・スーパーカップ 1試合0得点

| 国際大会個人成績 | 国際大会個人成績 | 国際大会個人成績 | 国際大会個人成績 | 国際大会個人成績 | 国際大会個人成績 | 国際大会個人成績 |
| 年度             | クラブ           | 背番号           | 出場             | 得点             | 出場             | 得点             |
| UEFA             | UEFA             | UEFA             | UEFA EL          | UEFA EL          | UEFA CL          | UEFA CL          |
| ---------------- | ---------------- | ---------------- | ---------------- | ---------------- | ---------------- | ---------------- |
| 2008-09          | ポルト           | 12               | -                | -                | 10               | 0                |
| 2009-10          | ポルト           | 12               | -                | -                | 8                | 3                |
| 2010-11          | ポルト           | 12               | 15               | 5                | -                | -                |
| 2011-12          | ポルト           | 12               | 2                | 0                | 6                | 4                |
| 2012-13          | ゼニト           | 29               | 4                | 2                | 5                | 1                |
| 2013-14          | ゼニト           | 7                | -                | -                | 10               | 5                |
| 2014-15          | ゼニト           | 7                | -                | -                | 10               | 3                |
| 2015-16          | ゼニト           | 7                | -                | -                | 7                | 4                |
| 通算             | UEFA             | UEFA             | 21               | 7                | 56               | 20               |

その他の国際公式戦
- 2010年 - UEFAヨーロッパリーグ 2010-11プレーオフ 1試合3得点
- 2011年 - 2011 UEFAスーパーカップ 1試合0得点

### 年表
- Jリーグ初出場: 2005年4月17日 J1第6節 対名古屋グランパスエイト (等々力)
- Jリーグ初得点: 2005年7月2日 J1第13節  対ジュビロ磐田 (ヤマハ)

## 代表歴

### 出場大会
- ブラジル代表
  - 2014 FIFAワールドカップ

### 試合数
- 国際Aマッチ 49試合 11得点（2009年-2021年）[29]

| ブラジル代表 | 国際Aマッチ | 国際Aマッチ |
| 年           | 出場        | 得点        |
| ------------ | ----------- | ----------- |
| 2009         | 2           | 0           |
| 2011         | 6           | 0           |
| 2012         | 10          | 6           |
| 2013         | 14          | 2           |
| 2014         | 9           | 1           |
| 2015         | 4           | 2           |
| 2016         | 3           | 0           |
| 2021         | 1           | 0           |
| 通算         | 49          | 11          |

### 得点
| #  | 開催日         | 開催地                                         | 対戦国           | スコア | 結果 | 大会     |
| -- | -------------- | ---------------------------------------------- | ---------------- | ------ | ---- | -------- |
| 1  | 2012年5月26日  | ハンブルク、フォルクスパルクシュタディオン     | デンマーク       | 1–0    | 3–1  | 親善試合 |
| 2  | 2012年5月26日  | ハンブルク、フォルクスパルクシュタディオン     | デンマーク       | 2–0    | 3–1  | 親善試合 |
| 3  | 2012年6月9日   | イーストラザフォード、メットライフ・スタジアム | アルゼンチン     | 3–2    | 3–4  | 親善試合 |
| 4  | 2012年9月7日   | サンパウロ、エスタジオ・ド・モルンビー         | 南アフリカ共和国 | 1–0    | 1–0  | 親善試合 |
| 5  | 2012年9月10日  | レシフェ、エスタジオ・ド・アルーダ             | 中国             | 4–0    | 8–0  | 親善試合 |
| 6  | 2012年10月11日 | マルメ、スウェドバンク・スタディオン           | イラク           | 4–0    | 6–0  | 親善試合 |
| 7  | 2013年11月16日 | マイアミ、サンライフ・スタジアム               | ホンジュラス     | 5–0    | 5–0  | 親善試合 |
| 8  | 2013年11月19日 | トロント、ロジャース・センター                 | チリ             | 1–0    | 2–1  | 親善試合 |
| 9  | 2014年6月3日   | ゴイアニア、エスタジオ・セッラ・ドゥラーダ     | パナマ           | 3–0    | 4–0  | 親善試合 |
| 10 | 2015年9月5日   | ハリソン、レッドブル・アリーナ                 | コスタリカ       | 1–0    | 1–0  | 親善試合 |
| 11 | 2015年9月8日   | フォックスボロ、ジレット・スタジアム           | アメリカ合衆国   | 1–0    | 4–1  | 親善試合 |

## タイトル

### クラブ
FCポルト
- スーペル・リーガ：3回（2008-09、2010-11、2011-12）
- タッサ・デ・ポルトガル：3回（2008-09、2009-10、2010-11）
- スーペルタッサ・カンディド・デ・オリベイラ：2回（2009、2010）
- UEFAヨーロッパリーグ：1回（2010-11）

FCゼニト・サンクトペテルブルク
- ロシア・プレミアリーグ ：1回（2014-15）
- ロシア・カップ：1回（2015-16）
- ロシア・スーパーカップ：1回（2015）

上海上港集団足球倶楽部
- 中国超級リーグ：1回（2018）
- 中国FAスーパーカップ：1回（2019）

アトレチコ・ミネイロ
- カンピオナート・ブラジレイロ・セリエA：1回 (2021)
- コパ・ド・ブラジル：1回 (2021)
- カンピオナート・ミネイロ：3回（2021、2022、2023）
- スーペルコパ・ド・ブラジル：1回（2022）

### 代表
ブラジル代表
- FIFAコンフェデレーションズカップ：1回（2013）

### 個人
- J2リーグ得点王：1回（2007）
- ピース・カップ得点王：1回（2009）
- スーペル・リーガ得点王：1回（2010-11）
- ロシア・プレミアリーグ得点王：1回（2014-15）
- カンピオナート・ブラジレイロ・セリエA 得点王：1回（2021）
- スーペル・リーガ月間最優秀選手：7回（2009年2月、2010年9月、2010年10月、2010年11月、2010年12月、2011年1月、2012年4月）
- ポルトガル年間最優秀若手選手（2008-09）
- プリメイラ・リーガ年間最優秀選手：2回（2011、2012）
- ロシア・プレミアリーグ年間最優秀選手賞：1回（2014-15）
- 中国サッカー・超級リーグベストイレブン：2回（2017、2018）
- カンピオナート・ブラジレイロ・セリエA年間最優秀選手賞：1回（2021）
- カンピオナート・ブラジレイロ・セリエAベストイレブン：1回（2021）
- コパ・ド・ブラジル ベストプレイヤー：1回（2021）
- コパ・ド・ブラジル ベストイレブン：1回（2021）
- カンピオナート・ミネイロ ベストイレブン：3回 (2021、2022、2023)
- カンピオナート・ミネイロ得点王：2回 (2022、2023)
- ボーラ・ジ・オーロ：1回（2021）
- ボーラ・ジ・プラッタ：1回（2021）
- 南米ベストイレブン：1回（2021）